# Feldspitzmaus
Die Feldspitzmaus (Crocidura leucodon) ist ein Säugetier der Gattung Weißzahnspitzmäuse (Crocidura) aus der Familie der Spitzmäuse. Sie besiedelt große Teile Europas und das südwestliche Asien.

## Kennzeichen
Die Kopf-Rumpf-Länge beträgt 65 bis 85 mm, die Schwanzlänge 28 bis 43 mm und das Gewicht 7 bis 15 g. Die Oberseite ist braungrau, die Flanken und die Unterseite sind scharf abgesetzt weißgrau.

## Verbreitung
Das Verbreitungsgebiet der Feldspitzmaus umfasst Mittel- und Südosteuropa sowie das südwestliche Asien. In West-Ost-Richtung erstreckt sich das Areal der Art von der Bretagne bis zum Kaspischen Meer, in Nord-Süd-Richtung von Schleswig-Holstein bis zur Südspitze Italiens.
Die südwestliche Verbreitungsgrenze verläuft durch Mittelfrankreich. Im übrigen Europa ist die Verbreitung lückenhaft. Die Art fehlt in weiten Teilen Nord- und Nordwestdeutschlands und der Niederlande, ebenso fehlt sie im Süden Bayerns sowie in weiten Teilen Österreichs und Tschechiens. In Polen kommt sie nur im Südosten vor.

## Lebensraum

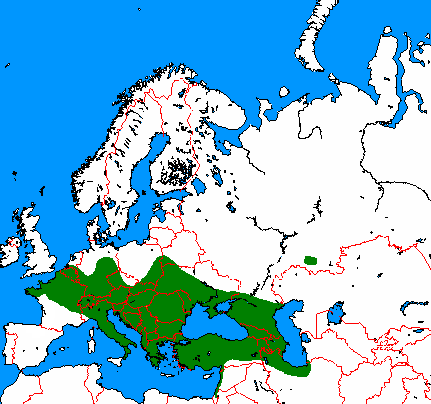
Verbreitungsgebiet laut IUCN

Die Feldspitzmaus bewohnt waldfreie, extensiv genutzte Offenlebensräume wie Brachen, aufgelassenes Grünland, Wegränder, Felder und Gärten vom Flachland bis in etwa 700 m Höhe. Die Tiere wechseln zu bestimmten Jahreszeiten in deckungsreicheres und feuchteres Gelände. Vor allem im Bereich der nördlichen Verbreitungsgrenze ist die Art eng an menschliche Siedlungen gebunden; so ist sie in Polen in größeren Städten viel häufiger als in Kleinstädten und Dörfern. Im übrigen Areal der Art werden Häuser vor allem zur Überwinterung aufgesucht.

## Lebensweise
Die Ernährung besteht vor allem aus Insekten und deren Larven, Weberknechten, Webspinnen, Diplopoden und Schnecken. Die Fortpflanzung findet vermutlich von April bis September statt. Die Würfe umfassen 3 bis 10 Junge. Die frisch geborenen Jungtiere wiegen etwa 1,0 g. Die Augen öffnen sich im Alter von 7 bis 13 Tagen; nach 40 Tagen sind die Tiere selbstständig. Bei ihren Ausflügen bilden die Jungtiere die für viele Wimperspitzmäuse typischen Karawanen, ab dem Alter von 7 Tagen durch Festbeißen an der Schwanzwurzel des Vordertieres, ab etwa dem 14. bis zum 28. Tag durch Kontakt zu diesem.

## Bestand und Gefährdung
Die Feldspitzmaus wird in Deutschland aufgrund ihrer engen Bindung an extensiv genutzte, offene Habitate und der Gefährdung dieser Lebensräume durch Nutzungsintensivierung in der Roten Liste als „gefährdet“ (Kategorie 3) geführt. Neuere Untersuchungen haben jedoch zumindest regional zu einer positiveren Einschätzung der Gefährdung geführt, so wurde die Art in Bayern im Jahr 2003 als ungefährdet eingestuft. Auch der Weltbestand gilt laut IUCN als ungefährdet.

## Virologie
Die Feldspitzmaus ist der einzige bisher bekannte Reservoirwirt des Borna Disease Virus 1 (BoDV-1), der Erreger der Borna-Krankheit, einer oftmals tödlichen neurologischen Erkrankung bei Pferden, Schafen und verschiedenen Haussäugetieren, die auch beim jedoch selten infizierten Menschen schwere Enzephalitis verursachen kann. Die Feldspitzmaus ist selber Dauerausscheider des Krankheitserregers. Die Übertragung erfolgt durch ihre Sekrete und Exkremente, bspw. durch kontaminierte Nahrung, durch Berührung oder Bisse.